# Diego Valentín Díaz

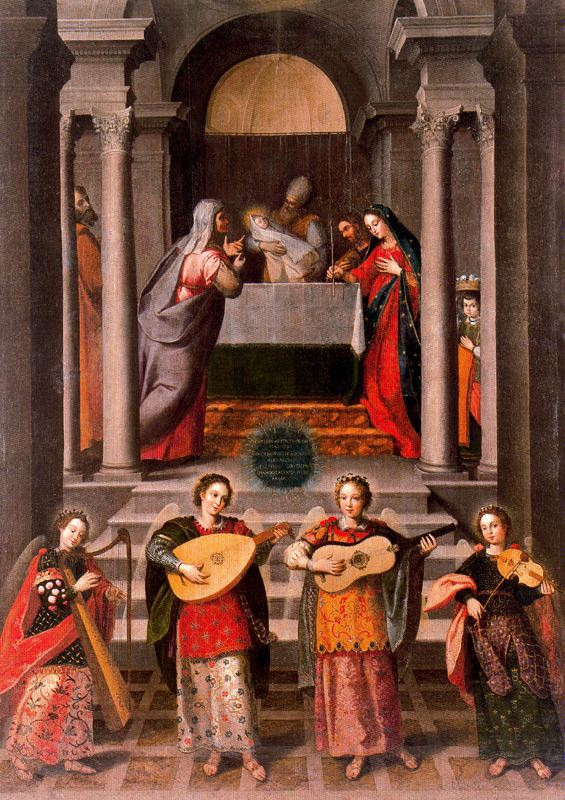
Presentación de Jesús en el templo, óleo sobre lienzo, 218 x 160 cm. Valladolid, Museo Nacional de Escultura. Diego Valentín Díaz se muestra aquí como un rezagado manierista por el rigor de su composición y la insistencia en los detalles menudos y accesorios.

Diego Valentín Díaz (1586-1660) fue un pintor barroco español de formación manierista y una producción abundante pero escasamente evolucionada a pesar de su larga vida. Hombre culto y bien relacionado con los medios eclesiásticos, llegó a ser el pintor más prestigiado de Valladolid, donde nació, alcanzando su fama a Francisco Pacheco, con quien mantuvo correspondencia, y al propio Velázquez, que lo visitó en su casa de Valladolid poco antes de su muerte. 
Isidoro Bosarte, no obstante, observó en 1804 que su memoria se había borrado ya en tiempos de Antonio Palomino, que no le dedicó biografía y a quien debieron de informar que la fundación del Colegio de Niñas Huérfanas era obra de Alonso Sánchez Coello, según recogía en la biografía de este. En cuanto a su valoración artística, Bosarte reconocía su mérito como «perspectivo lineal», de lo que el mejor ejemplo sería el retablo fingido que pintó para la iglesia del citado colegio. También elogiaba las pinturas del retablo de la capilla del Cristo de la Luz en la iglesia de San Benito, donde valoraba, con cierta frialdad, su modo de componer, «juicioso, devoto y muy atenido al decoro». Pero mejores que la Sagrada Familia firmada en 1621, que ocupaba el centro del retablo (actualmente en el Museo Nacional de Escultura), copiada de una estampa de Rubens, le parecieron los dos pequeños cuadros apaisados de la predela, con San Pedro penitente y la Magdalena, de mejor color. 

## Biografía

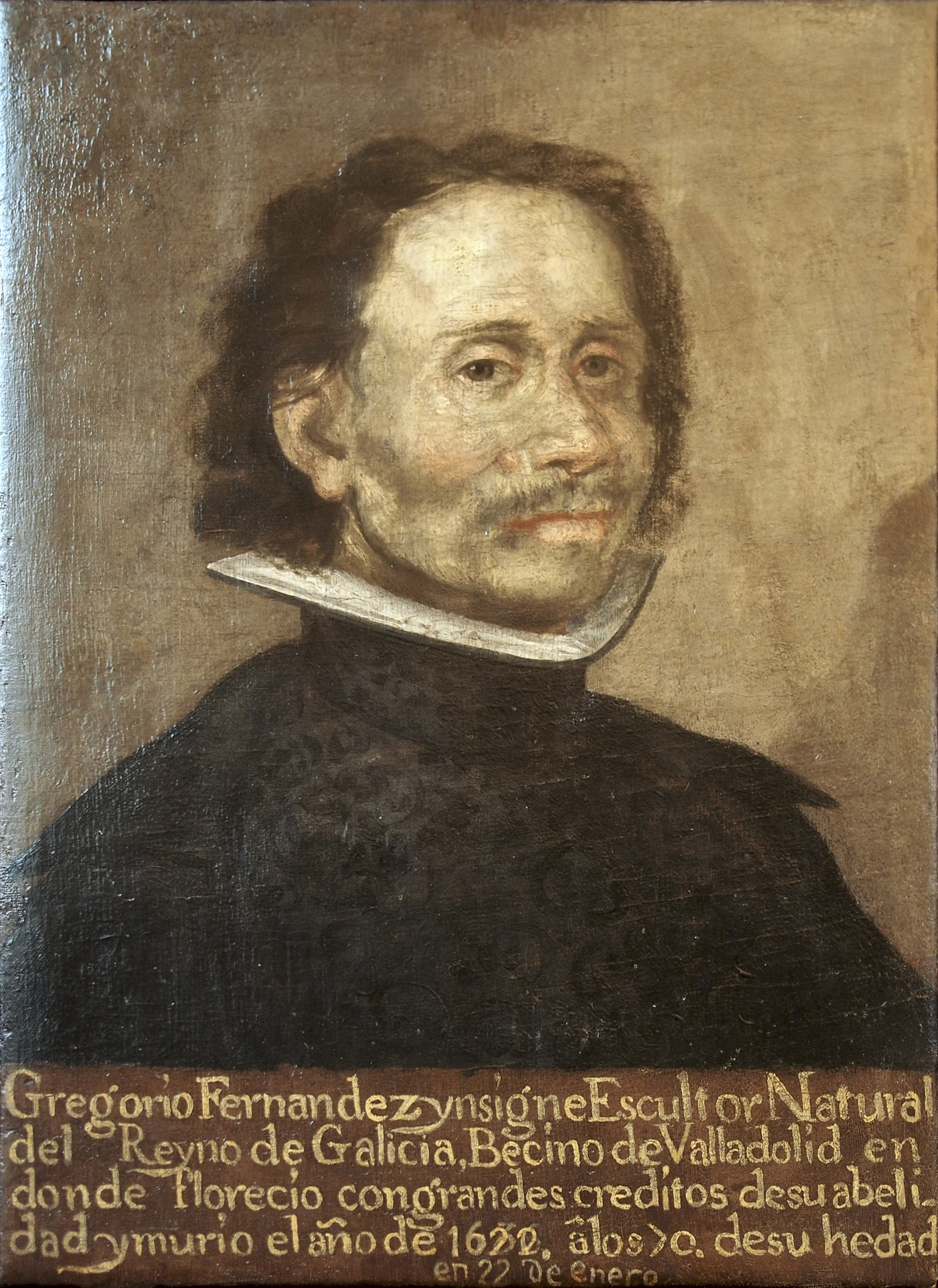
Retrato de Gregorio Fernández, óleo sobre lienzo, 50 x 34 cm. Valladolid, Museo Nacional de Escultura. Procedente del convento del Carmen Calzado de Valladolid, en el que el escultor pidió ser enterrado, la atribución a Diego Valentín Díaz se apoya en la estrecha relación que existió entre los dos artistas.

Nacido en Valladolid, fue hijo de Pedro Díaz Minaya (fallecido en 1624), pintor en la actualidad apenas conocido pero que gozó de cierta reputación. Sus primeras obras conservadas, el retablo del convento de Santa Catalina de Valladolid (1608), y los cuadros del Martirio de San Sebastián y las Lágrimas de San Pedro del Hospital de la Encarnación de Zamora (1610), dejan ver la formación manierista adquirida en el taller paterno y continuada en el taller familiar, al que también pertenecieron sus hermanos, Francisco Díaz y Marcelo Martínez Díaz. 
Enviudó de su primera esposa, Ana de la Serna, en 1617, contrayendo nuevo matrimonio un año más tarde con Jacinta Gallego. Posteriormente casó con María de la Calzada. De sus dos primeros matrimonios tuvo dos hijas monjas profesas en San Salvador del Moral (Palencia). Hombre piadoso, familiar del Santo Oficio y relacionado con algunos de los sucesivos obispos vallisoletanos, a los que retrató, a partir de 1647 desempeñó el patronato del Colegio de Niñas Huérfanas de Valladolid, fundación suya según Juan Interián de Ayala e Isidoro Bosarte, con el dinero de una herencia y tras largo pleito. 
Ocupado también en labores de dorado de retablos y policromado de esculturas, y reclamado desde Burgos a Santiago de Compostela, su producción en estos años centrales fue muy abundante y para ella contó con discípulos y ayudantes, el mejor conocido de ellos Felipe Gil de Mena. En 1641 hizo entrega de tres lienzos para el retablo mayor de la iglesia del monasterio benedictino de Santa María de la Corte en Oviedo, el central, de grandes dimensiones (514 x 292 cm), representando el Martirio de San Vicente y los laterales con San Benito y Santa Escolástica. Para el abad del monasterio, en carta al pintor fechada en 23 de marzo de 1641 acusando recibo de su llegada, eran «lo mejor que vi en mi vida». Pero siendo, probablemente, sus obras de mayor empeño, anteriormente atribuidas a fray Juan Ricci, permiten comprobar también las limitaciones del pintor, como ha señalado Alfonso E. Pérez Sánchez, quien encuentra en ellas reminiscencias de lo escurialense notablemente arcaicas ya en la fecha en que se pintaron.
Diego Valentín Díaz falleció en Valladolid el 1 de diciembre de 1660. En su testamento dejaba todos sus bienes al Colegio de Niñas Huérfanas, comprendiendo entre ellos doscientas sesenta pinturas, alguna inacabada y no todas de su mano, pues entre ellas se cita un retrato que le hizo Juan Carreño de Miranda. Las pinturas devotas eran, por descontado, las más abundantes, pero no escaseaban los floreros (de los que alguna muestra de su mano se conserva en la catedral de Valladolid), bodegones, paisajes y cabezas –«de ombre», «de viejo», «de la barbuda»-, que en algún caso serían estudios tomados del natural. Además figuraban entre ellas también dos pinturas de género mitológico, una que representaba a Ganimedes, «moço con un águila pintado en papel», y la otra un «lienço de benus y cupido y adonis».
Pintor erudito, corresponsal de Francisco Pacheco, a quien proporcionó los retratos de Alonso Berruguete, Felipe de Liaño y Gregorio Martínez para que le sirviesen de modelos para su Libro de retratos, él mismo preparaba un libro sobre cuestiones iconográficas que le preocupaban. El inventario de los bienes dejados a su muerte permite conocer también su rica y variada biblioteca, formada por más de quinientos volúmenes, incluyendo ciento cincuenta de dibujos y estampas encuadernados algunos en pergamino, entre los que había uno de «estampas de fábulas» y otro «de las transformaciones de ovidio en romance con estampas», junto con los consabidos repertorios de Durero, Miguel Ángel o Tempesta y la Anatomía de Valverde de Hamusco, adecuado complemento a los estudios del natural practicados en la Academia con modelo vivo que él mismo mantuvo durante algún tiempo.